# 蔣青融
蔣青融(1922年—2015年4月29日)，湖南省常德市人，晚年定居於中華民國嘉義縣梅山鄉，水墨畫家，以具有風格的「蔣式梅花」知名於台灣畫壇。

### 生平
蔣青融出生於湖南省常德市，父親蔣體卓，母親蔣蔡氏。1940年曾任小學教師，1945年考入南京美專師範系（戰時學校遷至湖南省益陽），1949年與國民政府遷台至台灣，於聯勤軍用汽車廠擔任臨時雇員。
1954年蔣青融因病退役，搬離台北，至高雄左營暫住。1956年起任教台北淡水初中美術老師，後至台中縣神岡初中任教。1959年至高雄小港初中任教。
1962年蔣青融至嘉義縣梅山國中任教，1965年與黃氏結褵，生有一子一女。1983年因車禍重傷，提早辦理退休。晚年定居於梅山鄉。

### 風格
其愛好的創作主題是梅花，運用水墨畫手法表現主題，被認為在梅花主題的藝術表現上有獨特成就。

### 事蹟
1958年起，蔣青融作品陸續入選全省美術展覽會國畫部，1970年獲「全省教員美展」第一名，1971年在台北中山堂舉行個展，並獲中國國民黨「全省黨員書畫比賽」銅牌。
蔣青融並以其藝術創作支持公益活動，例如以畫作募款參與財團法人梅山文教基金會的創建。1994年間提供畫作參加嘉義市立文化中心義賣，並出版《蔣青融國畫義賣特展專輯》。
1996年蔣青融回饋中國故鄉，捐資興建湖南省常德市三角堆村小學教室、辦公室、課桌椅等。

### 親友關係
蔣青融任教多所學校，桃李遍布，曾授業的學生包括台灣藝術家黃光男、王鎮華、廖伏儀等人，並與高雄畫會「墨林藝苑」關係密切。